# Cestocampa
Cestocampa es un género de dipluros en la familia Campodeidae. Existen por lo menos cuatro especies descriptas en  Cestocampa.

## Especies
Estas 4 especies pertenecen al género Cestocampa:
- Cestocampa balcanica Conde, 1955 g
- Cestocampa gasparoi Bareth, 1988 g
- Cestocampa iberica Sendra & Conde g
- Cestocampa italica (Silvestri, 1912) g

Fuentes de datos: i = ITIS, c = Catalogue of Life, g = GBIF, b = Bugguide.net